# Hallucinations (manga)
Pour les articles homonymes, voir Hallucination.
Hallucinations (首幻想, Kubi Gensō) est un recueil de shōjo mangas de Junji Itō prépublibé dans le magazine Monthly Halloween entre mars 1989 et mars 1993 puis publié par Asahi Sonorama en un volume relié sorti en juin 1998. La version française a été éditée par Tonkam dans la collection « Frissons » en un tome sorti en juillet 2010.
Ce recueil fait partie de la « Itoh Junji Kyofu Manga Collection (伊藤潤二恐怖マンガＣｏｌｌｅｃｔｉｏｎ) », publié sous le no 9 au Japon et no 8 en France.

## Sommaire
Hallucinations (首幻想, Kubi Gensō)
La Mare aux esprits vengeurs (生霊の沼, Ikisudama no Numa)
Les Correspondantes (ペンフレンド, Pen-friend)
L'Intrus (侵入者, Shinnyūsha)
Une étrange histoire d'Oshikiri (押切異談, Oshikiri Idan)
Une étrange histoire d'Oshikiri : Les murs (押切異談・ 壁, Oshikiri Idan: Kabe)

## Publication
| no | Japonais       | Japonais       | Français        | Français          |
| no | Date de sortie | ISBN           | Date de sortie  | ISBN              |
| -- | -------------- | -------------- | --------------- | ----------------- |
| 1  | 1er juin 1998  | 978-4257903215 | 21 juillet 2010 | 978-2-7595-0095-6 |

## Adaptation
Le manga a été adapté en film live par Zenboku Sato sous le titre Oshikiri, sorti au Japon le 2 septembre 2000.

### Première parution
1. ↑  Monthly Halloween, mars 1989.
2. ↑  Monthly Halloween, octobre 1990.
3. ↑  Monthly Halloween, février 1991.
4. ↑  Monthly Halloween, octobre 1991.
5. ↑  Monthly Halloween, avril 1992.
6. ↑  Monthly Halloween, mars 1993.

### Édition japonaise
Asahi Sonorama
1. 1 2  (ja) « Tome 1 », sur amazon.co.jp.

### Édition française
Tonkam
1. 1 2  (fr) « Tome 1 ».